# Leichtathletik-Weltmeisterschaften 2009/Teilnehmer (Bosnien und Herzegowina)
| Gelbes Symbol für Goldmedaillen mit stilisierten Olympischen Ringen | Graues Symbol für Silbermedaillen mit stilisierten Olympischen Ringen | Braundes Symbol für Bronzemedaillen mit stilisierten Olympischen Ringen |
| ------------------------------------------------------------------- | --------------------------------------------------------------------- | ----------------------------------------------------------------------- |
| —                                                                   | —                                                                     | —                                                                       |

Der bosnisch-herzegowinische Leichtathletik-Verband stellte einen Athleten bei den Leichtathletik-Weltmeisterschaften 2009 in Berlin.

## Ergebnisse

### Männer

#### Sprung/Wurf
| Athlet     | Disziplin   | Qualifikation | Qualifikation | Finale     | Finale |
| Athlet     | Disziplin   | Weite/Höhe    | Platz         | Weite/Höhe | Platz  |
| ---------- | ----------- | ------------- | ------------- | ---------- | ------ |
| Hamza Alić | Kugelstoßen | 20,10 m       | 11            | 20,00 m    | 8      |